# Paphiopedilum haynaldianum
Paphiopedilum haynaldianum es una especie de la familia de las orquídeas.

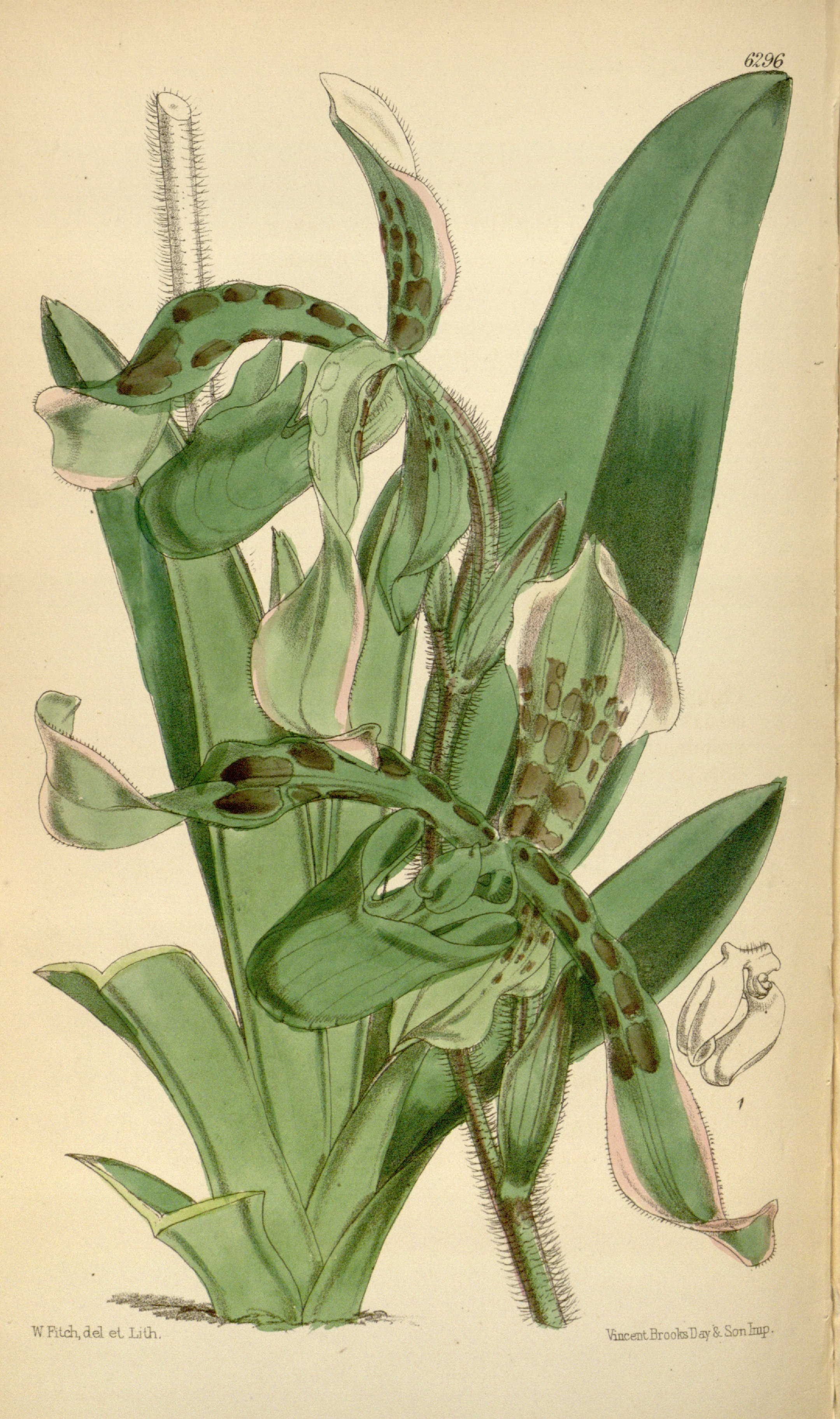
Ilustración de Curtis' 103
(Ser. 3 no. 33) pl. 6296 (1877)

## Descripción
Es una orquídea de tamaño grande, que prefiere un clima cálido, con hábitos terrestres, rara vez como epifitas o litofitas. Tiene 6 hojas, liguladas o estrechamente elípticas, de color verde opaco claro. Florece a finales del invierno hasta la primavera en una inflorescencia multifloral erecta, pubescente, de 45 cm de largo, con 3 a 6 flores que se abren sucesivamente y con brácteas florales oblongo-lanceoladas y que se mantiene muy por encima de las hojas verdes.

## Distribución y hábitat
Se encuentran en las Filipinas en las colinas de piedra caliza y acantilados de serpentina desde el nivel del mar hasta los 1500 metros.

## Taxonomía
Paphiopedilum haynaldianum fue descrita por (Rchb.f.) Stein y publicado en Orchideenbuch 470. 1892.
Etimología
Paphiopedilum (Paph.): , nombre genérico que deriva de las palabras griegas: "Paphia": de "Paphos", epíteto de "Venus" y "pedilon" = "sandalia" ó "zapatilla" aludiendo a la forma del labelo como una zapatilla.
haynaldianum; epíteto otorgado en honor de Haynald un entusiasta húngaro de las orquídeas.
Sinonimia
- Cordula haynaldiana [Rchb.f] Rolfe 1912
- Cypripedium haynaldianum Rchb. f. 1874
- Paphiopedilum haynaldianum f. album Asher ex O.Gruss & Roeth 2000[3][4][1]